# Better than You
"Better than You" é uma canção da banda de heavy metal americana Metallica. É a quinta faixa de seu sétimo álbum, ReLoad. A canção foi originalmente intitulado "Better". Ela ganhou o Grammy Award de 1998 por Melhor Performance de Metal, que foi quarto prêmio da banda nessa categoria. A canção refere-se a história de alguém com uma obsessão de lutar para ser melhor do que outro. A banda tocou uma jam da canção pela primeira vez em Londres em 1995. A capa do single apresenta a mesma figura como capa da Cunning Stunts do Metallica.

## Faixas
1998 CD promo (EUA: Elektra PRCD 1149-2)
1. Better Than You - 4:45

1998 CD promo (EUA: Elektra PRCD 1165-2)
1. Better Than You (edit) - 4:45